# Södermanlands Spelmansförbund
Södermanlands Spelmansförbund är en ideell förening med inriktning på sörmländsk folkmusik och bildades på midsommardagen 1925 i Malmköping.  Förbundet är därmed Sveriges äldsta folkmusikorganisation och dess uppgift är att "väcka till liv och vidmakthålla kärleken och förståelsen för äkta folkmusik, särskilt den provinsiella folkmusiken inom landskapet Södermanland." Initiativtagare var Ernst Granhammar. Spelmansförbundet har ett arkiv i Malmköping med samlingar av bilder, noter, ljud och tidningsurklipp. Förutom kursverksamhet och årliga spelmansstämmor utges medlemstidningen "Sörmlandslåten".

## Historik
Ett första försök att bilda ett spelmansförbund för de sörmländska spelmännen gjordes redan år 1922 vid spelmansstämman i Malmköping. Spelmannen Jon-Erik Öst hade på sina turnéer uppmuntrat och inspirerat spelmännen och en spelmanstävling utlystes till Malmköping som samlade ett 30-tal spelmän. En biavsikt med spelmansstämman i Malmköping var att bilda ett sörmländskt spelmansförbund och en interimsstyrelse valdes, som på grund av "olyckliga omständigheter" aldrig sammanträdde. Vid nästföljande stämma kom endast fyra spelmän varför det dröjde fram till midsommartinget i Malmköping år 1925 innan Södermanlands Spelmansförbund kunde bildas på förslag av Ernst Granhammar. Till den första styrelsen valdes: Seth Carlsson (Strångsjö) till ordförande, Carl Gustaf Axelsson (Flodafors) till vice ordförande, Bernhard Burström (Katrineholm) till kassaförvaltare, Gustaf Wetter (Katrineholm) till sekreterare samt Gunnar Hansson (Malmköping) till vice sekreterare.

## Ordförande[3]
- 1925–1930: Seth Carlsson
- 1931–1939: Ivar Hultström
- 1940–1951: Gustaf Wetter
- 1952–1954: Jan Martin Johansson
- 1955–1967: Gustaf Wetter
- 1968–1975: Arne Blomberg
- 1976: Sören Olsson
- 1977–1981: Ingvar Andersson
- 1982–1983: Arne Blomberg
- 1984–1990: Sören Olsson
- 1991–1995: Leif Johansson
- 1996–2000: Ingemar Skoglund
- 2001–2003: Barbro Tällman
- 2004–2007: Torsten Gau
- 2008–2011: Bo Gabrielsson
- 2012: Lars Tull
- 2013–2015: Patrik Andersson
- 2016–2018: Bert Persson
- 2019: Adela Björn
- 2020–2021: Linnea Mason
- 2022: Adela Björn
- 2024–: Bert Persson